# Heavy Model aneb srdce pro Anubise
Heavy Model aneb srdce pro Anubise je album české folk-punkové kapely Znouzectnost vydané v roce 2008.
Plzeňská kapela Znouzectnost kombinuje na tomto albu prvky punku a folku. Jednotlivé písně jsou jak rychlejší a melodičtější (Jednou za tisíc let, Srdce pro Anubise, Kluk s pistolí) a pomalejší (Malý bubeník, Poutníci, Tesáno do kamene).
Kapela album vydala na nosičích CD ale také jej celé uveřejnila volně ke stažení na svých internetových stránkách.
Album obsahuje 15 písní, vyšlo u vydavatelství Sisyfos Records a jeho celková stopáž je 39 minut 35 sekund.

## Seznam skladeb
1. Bonanza (02:46)
2. Až budu mrtvý muž (02:20)
3. U tabule Armády spásy 02:30
4. Grimmové (02:14)
5. Jednou za tisíc let (02:53)
6. Kluk s pistolí (02:15)
7. Malý bubeník (02:44)
8. Valíme hroudy (02:32)
9. Srdce pro Anubise (01:55)
10. Poutníci (03:21)
11. Mravenci (03:44)
12. Pro císaře slávu (02:24)
13. Místo k odpočinutí (02:06)
14. Tesáno do kamene (02:04)
15. Dobré časy (03:47)